# تقویت عمیق انرژی
تقویت عمیق انرژی (انگلیسی: Deep energy retrofit)، یک تجزیه و تحلیل کل-‌سازی و فرایند ساخت و ساز است که با استفاده از «طراحی یکپارچه» نسبت به روش‌های سنتی تقویت انرژی، میزان بیشتری انرژی صرفه جویی می‌کند. تقویت عمیق انرژی هم می‌تواند در ساختمان‌های مسکونی و هم غیر مسکونی (تجاری) استفاده شود. تقویت عمیق انرژی به‌طور معمول ۳۰ درصد یا بیشتر در صرفه جویی مؤثر است که این میزان با گذشت زمان بیشتر نیز می‌شود و به‌طور قابل توجهی برارزش ساختمان می‌افزاید. [۱]
اصطلاح " تقویت عمیق انرژی " اغلب با " تقویت عمیق سبز" و " تقویت عمیق " اشتباه گرفته می‌شود. تقویت عمیق انرژی، تمرکز کمتری بر بهره‌وری انرژی دارد و تأکید آن ممکن است براخذ گواهینامه از یک سیستم امتیاز ساختمان سبز، مانند LEED باشد. معنی این اصطلاح همچنان حول " تصفیه شده " می‌چرخد و مورد بحث است. [۲]

## انرژی عمیق در مقابل انرژی معمولی
روش‌های متعارف تقویت انرژی، بر روی ارتقاء جداگانهٔ سیستم متمرکز هستند (به عنوان مثال نورپردازی و تجهیزات HVAC). این نوع تقویت‌ها، به‌طور کلی ساده و سریع هستند، اما اغلب فرصت صرفه جویی انرژی بیشتری به‌طور مقرون به صرفه‌ای را ندارند. [۳]
تقویت عمیق انرژی، با در نظر گرفتن یک رویکرد کل سازی، که در آن واحد به سیستم‌های زیادی آدرس دهی می‌کند، به بهره‌وری انرژی بیشتری می‌پردازد. مقرون به صرفه‌ترین و راحت‌ترین راه این است که از این روش در ساختمان‌هایی که بازده عملکرد کلی شان پایین است، استفاده کنیم، با سیستم‌های چندگانه نزدیک به پایان زندگی مفید و شاید دلایل دیگر. [۴]

## اقدامات بهره‌وری انرژی
تقویت عمیق انرژی، اقدامات بهره‌وری انرژی مانند تجهیزات بهینه‌سازی انرژی، آب‌بندی هوا، کنترل رطوبت، تهویه کنترل شده، عایق، و کنترل خورشیدی را با هم ترکیب می‌کند، به‌طوری‌که در کنار عملکرد مطلوب ساختمان، صرفه جویی چشمگیری در انرژی خواهد داشت.
دوام، کیفیت خوب هوای داخل و بهره‌وری انرژی توسط شیوه‌های علم صدای ساختمان به دست آمده‌است. در تقویت عمیق انرژی، پر کردن یک حفره دیوار با عایق مؤثر نیز نیازمندتوجه دقیق به این است که اگررطوبت ازسطح آن گذشت، چگونه آن را خشک می‌کند. یکی از نشانه‌های تقویت انرژی عمیق، استفاده از سیستم‌های عایق حرارتی با مقاومت بالا بر روی سطحوح خارجی ساختمان است. جزئیات دقیق، درزگیری و آب‌بندی هوا از پنجره‌ها و دیگر راه‌های نفوذی به ساختمان، از راه‌های موفقیت در پروسهٔ تقویت انرژی عمیق می‌باشند.
این نوع تقویت‌ها، نیازمند یک نظام فکری هستند، که در آن پنجره‌هایی با کارایی بالا، در جهت مناسب خود «تنظیم» شده‌اند، واندازه و یکپارچگی سیستم‌های مکانیکی و واحد بهبود تهویه با توجه به چگونگی دیوارها، درزگیری سقف و زیرزمین، رطوبت کنترل شده، انتخاب می‌شود.

## روند
برای تکمیل پروسه تقویت انرژی عمیق یک ساختمان تجاری، همانگونه که توسط ASHRAE تعریف شده‌است، به ردهٔ III انرژی نیاز داریم. پس از انتخاب و اجرای اقدامات، صرفه جویی انرژی با استفاده از اندازه‌گیری عملکرد بین‌المللی و پروتکل تأییدیه، رسیدگی می‌شوند . [۶]

## ابزار
تقویت انرژی عمیق، از ابزارهای مدل‌سازی انرژیو یا دیگر مکانیسم‌های تصمیم‌گیری مالی، استفاده می‌کند.

## رتبه
یک ساختمان که تحت سیستم تقویت انرژی عمیق قرار گرفته‌است، هم ردهٔ یک ساختمان سبز با گواهی LEED می‌باشد.

## مزایا
مطالعات بسیاری برای تعیین مزایای حاصل از این سیستم برای صاحبان، مستاجران، و ذینفعان مختلف دیگر انجام شده‌است.
مزایایمربوطبهصاحب خانه عبارتنداز:
- کاهشهزینهازطریقصرفهجوییانرژی
- حقبیمهاجارهبالاتر [۷]
- افزایشنرخاشغال [۸]

مزایایمربوط به مستأجرانعبارتنداز:
- افزایشبهرهوری [۹]

مطالعاتموردیقابلتوجه

## ساختمان امپایراستیت
ساختمان امپایراست یت تحت سیستم تقویت انرژی عمیق است که پیش‌بینی شده درسال۲۰۱۳ به اتمام می‌رسد. به محض اتمام، تیم پروژه، که متشکل ازنمایندگانی ازJohnson Controls، موسسهRocky Mountain، بنیاد هواشناسی Clinton،Jones Lang LaSalle، وNYSERDA می‌باشد، به نرخ کاهش انرژی سالیانه ۳۸ درصدی و ۴٫۴ میلون دلاری خواهند رسید. [۱۱]
دستاوردقابلتوجه این پروژه این است که تیم طراحیبه جایجایگزین چیلرها با چیزی که طراحی شده بود، ابتدا ظرفیت سرمایش موردنیازساختمان راحدود ۱۶۰۰ تن کاهش دادندکه حدود۱۷٫۳ میلیون دلار درهزینه‌ها مؤثر بودهاست.

## ساختمان شهر ایندیاناپولیس
ساختمان این شهر-شهرستان بهتازگیتحتیکفرایندتقویت انرژی عمیق قرار گرفته‌است، پیش‌بینی شده‌است که در ماه سپتامبرسال۲۰۱۱ یه اتمام می‌رسدبه محض اتمام، تیم پروژه، که متشکل ازنمایندگانی ازایندیاناپولیسماریونکانتی، دفترتوسعه پایدار این دیاناپولیس، مؤسسه راکی، به نرخ کاهش انرژی سالیانه ۴۶ درصدی و ۷۵۰ هزاردلاری خواهند رسید.